# Antiracotis africana
Antiracotis africana là một loài bướm đêm trong họ Geometridae.